# Watercolor Eyes
"Watercolor Eyes" é uma canção da cantora e compositora estadunidense Lana Del Rey, presente na trilha sonora da segunda temporada da série de televisão Euphoria. Composta por Del Rey e Nasri Tony Atweh, foi produzida por esse último juntamente com Drew Erickson. Foi lançada como primeiro single da trilha sonora em 21 de janeiro de 2022.

## Antecedentes e lançamento
"Watercolor Eyes" foi composta por Del Rey juntamente com o artista canadense Nasri Tony Atweh, e juntamente com Drew Erickson, Atweh também fez parte da produção da canção. Foi a primeira vez que Del Rey trabalhou com Atweh, enquanto Erickson foi um dos produtores do álbum Blue Banisters (2021) da artista. As gravações ocorreram na Capitol Studios em Los Angeles.
A canção acabou vazando na internet em 10 de janeiro de 2022, e em 17 de janeiro, a mesma foi usada no trailer do terceiro episódio da segunda temporada da série de televisão estadunidense Euphoria; confirmando assim, o envolvimento da artista na série. Foi disponibilizada para download digital e streaming em 21 de janeiro, servindo como single oficial da trilha sonora da série.

## Recepção e desempenho comercial
Emily Zemler da Rolling Stone descreveu "Watercolor Eyes" como um "single mal humorado". Alex Gallagher da NME descreveu a canção como uma "balada rasteira; Del Rey canta sobre uma cama de guitarras suavemente dedilhadas e pesadas".
No Reino Unido, "Watercolor Eyes" passou uma semana na UK Singles Chart, principal tabela musical do país, na posição de número 87. A canção também atingiu a posição 101 na Billboard Global 200.

## Créditos
Créditos adaptados da Discogs e Genius:
- Lana Del Rey — vocais, composição, letrista
- Nasri Atweh — composição, letrista, produção, instrumentista
- Adam Ayan — masterização
- Drew Erickson — instrumentista, produção
- Michael Harrison — mixagem, engenheiro de som
- Jim Keltner — bateria
- Dean Reid — mixagem, engenheiro de som